# Bundestagswahlkreis Helmstedt – Wolfsburg
Der Bundestagswahlkreis Helmstedt – Wolfsburg (Wahlkreis 51) ist ein Wahlkreis in Niedersachsen und umfasst den Landkreis Helmstedt, die kreisfreie Stadt Wolfsburg und vom Landkreis Gifhorn die Samtgemeinden Boldecker Land und Brome. Die Abgrenzung des Wahlkreises ist in der Vergangenheit mehrfach geändert worden.

## Wahlkreisgeschichte
| Wahl      | Wahlkreisname                    | Gebiet |
| --------- | -------------------------------- | --- |
| 1949      | 29 Braunschweig-Land – Helmstedt | Landkreis Helmstedt, Landkreis Braunschweig ohne die Exklave Thedinghausen                                     |
| 1953–1961 | 51 Braunschweig-Land – Helmstedt | Landkreis Helmstedt, Landkreis Braunschweig ohne die Exklave Thedinghausen                                     |
| 1965–1972 | 46 Helmstedt – Wolfsburg         | Landkreis Helmstedt, Wolfsburg, Landkreis Braunschweig ohne die Exklave Thedinghausen                          |
| 1976      | 46 Helmstedt – Wolfsburg         | Landkreis Helmstedt, Wolfsburg, vom Landkreis Wolfenbüttel die Samtgemeinde Sickte und die Gemeinde Cremlingen |
| 1980–1998 | 46 Helmstedt – Wolfsburg         | Landkreis Helmstedt, Wolfsburg                                                                                 |
| 2002–2005 | 51 Helmstedt – Wolfsburg         | Landkreis Helmstedt, Wolfsburg, vom Landkreis Gifhorn die Samtgemeinden Boldecker Land und Brome               |
| 2009      | 52 Helmstedt – Wolfsburg         | Landkreis Helmstedt, Wolfsburg, vom Landkreis Gifhorn die Samtgemeinden Boldecker Land und Brome               |
| 2013–     | 51 Helmstedt – Wolfsburg         | Landkreis Helmstedt, Wolfsburg, vom Landkreis Gifhorn die Samtgemeinden Boldecker Land und Brome               |

## Wahlkreisabgeordnete
| Wahl | Abgeordneter | Abgeordneter             | Partei | Stimmen in % |
| ---- | ------------ | ------------------------ | ------ | ------------ |
| 1949 |              | Hermann Troppenz         | SPD    | 31,3         |
| 1953 |              | Alfred Burgemeister      | CDU    | 36,9         |
| 1957 | 46,2         | Alfred Burgemeister      | CDU    |              |
| 1961 | 44,5         | Alfred Burgemeister      | CDU    |              |
| 1965 | 49,7         | Alfred Burgemeister      | CDU    |              |
| 1969 |              | Rudolf Hauck             | SPD    | 47,1         |
| 1972 | 53,0         | Rudolf Hauck             | SPD    |              |
| 1976 | 47,2         | Rudolf Hauck             | SPD    |              |
| 1980 | 48,2         | Rudolf Hauck             | SPD    |              |
| 1983 |              | Volkmar Köhler           | SPD    | 52,4         |
| 1987 | 47,7         | Volkmar Köhler           | SPD    |              |
| 1990 | 50,6         | Volkmar Köhler           | SPD    |              |
| 1994 |              | Heinrich-Wilhelm Ronsöhr | CDU    | 47,7         |
| 1998 |              | Bodo Seidenthal          | SPD    | 52,7         |
| 2002 |              | Hans-Jürgen Uhl          | SPD    | 53,5         |
| 2005 | 49,5         | Hans-Jürgen Uhl          | SPD    |              |
| 2009 |              | Günter Lach              | CDU    | 39,4         |
| 2013 | 44,7         | Günter Lach              | CDU    |              |
| 2017 |              | Falko Mohrs              | SPD    | 38,0         |
| 2021 | 42,1         | Falko Mohrs              | SPD    |              |
| 2025 |              | Alexander Jordan         | CDU    | 30,9         |

## Wahlergebnisse

### Bundestagswahl 2025
| Kandidaten                                             | Kandidaten                    | Parteien/Listen       | Erststimmen | Erststimmen | Zweitstimmen | Zweitstimmen |
| Kandidaten                                             | Kandidaten                    | Parteien/Listen       | Stimmen     | %           | Stimmen      | %            |
| ------------------------------------------------------ | ----------------------------- | --------------------- | ----------- | ----------- | ------------ | ------------ |
|                                                        | Benjamin Stern                | SPD                   | 40.859      | 28,6        | 33.303       | 23,2         |
|                                                        | Alexander Jordangewählt im WK | CDU                   | 44.217      | 30,9        | 39.740       | 27,7         |
|                                                        | Marcel Richter                | Bündnis 90/Die Grünen | 9.909       | 6,9         | 12.224       | 8,5          |
|                                                        | Mats-Ole Maretzke             | FDP                   | 4.621       | 3,2         | 5.424        | 3,8          |
|                                                        | Thomas Schlick                | AfD                   | 31.590      | 22,1        | 31.215       | 21,8         |
|                                                        | Julian Böhm                   | Die Linke             | 8.826       | 6,2         | 9.600        | 6,7          |
|                                                        | –                             | Freie Wähler          | –           | –           | 749          | 0,5          |
|                                                        | –                             | Tierschutzpartei      | –           | –           | 1.951        | 1,4          |
|                                                        | –                             | dieBasis              | –           | –           | 442          | 0,3          |
|                                                        | –                             | Die PARTEI            | –           | –           | 694          | 0,5          |
|                                                        | –                             | Piraten               | –           | –           | 290          | 0,2          |
|                                                        | Stefan Michael Kanitzky       | Volt                  | 1.892       | 1,3         | 938          | 0,7          |
|                                                        | –                             | PdH                   | –           | –           | 98           | 0,1          |
|                                                        | Peter Kunick                  | MLPD                  | 219         | 0,2         | 57           | 0,0          |
|                                                        | –                             | Bündnis Deutschland   | –           | –           | 185          | 0,1          |
|                                                        | –                             | BSW                   | –           | –           | 6.447        | 4,5          |
|                                                        | Johann Sebastian Günter Hönig | Einzelbewerber        | 804         | 0,6         | –            | –            |
| Gesamt                                                 | Gesamt                        | Gesamt                | 142.937     | 100         | 143.357      | 100          |
|                                                        |                               |                       |             |             |              |              |
| Ungültige Stimmen                                      | Ungültige Stimmen             | Ungültige Stimmen     | 1.262       | 0,9         | 842          | 0,6          |
| Wähler                                                 | Wähler                        | Wähler                | 144.199     | 81,8        | 144.199      | 81,8         |
| Wahlberechtigte                                        | Wahlberechtigte               | Wahlberechtigte       | 176.276     |             | 176.276      |              |
|                                                        |                               |                       |             |             |              |              |
| Quellen: Die Bundeswahlleiterin, Kandidaten – Ergebnis |                               |                       |             |             |              |              |

### Bundestagswahl 2021
Der Stimmzettel zur Bundestagswahl am 26. September 2021 umfasst 21 Landeslisten. Die Parteien haben folgende Kandidaten aufgestellt.
| Direktkandidat         | Partei           | Erststimmen in % | Zweitstimmen in % |
| ---------------------- | ---------------- | ---------------- | ----------------- |
| Andreas Weber          | CDU              | 26,6             | 24,6              |
| Falko Mohrs            | SPD              | 42,1             | 35,1              |
| Kristin Krumm          | FDP              | 7,6              | 10,1              |
| Stephanie Scharfenberg | AfD              | 9,6              | 9,5               |
| Frank Bsirske          | GRÜNE            | 8,8              | 12,0              |
| Bernd Mex              | DIE LINKE        | 2,8              | 2,7               |
| -                      | Die PARTEI       | -                | 0,9               |
| -                      | Tierschutzpartei | -                | 1,4               |
| Frank Schrödl          | FREIE WÄHLER     | 1,6              | 0,9               |
| -                      | PIRATEN          | -                | 0,4               |
| –                      | NPD              | -                | 0,2               |
| –                      | V-Partei³        |                  | 0,1               |
| Dora Weigl             | ÖDP              | 0,4              | 0,2               |
| -                      | MLPD             | -                | 0,0               |
| –                      | DKP              | -                | 0,0               |
| -                      | dieBasis         | -                | 1,2               |
| –                      | du.              | -                | 0,1               |
| –                      | LKR              | -                | 0,0               |
| -                      | Die Humanisten   | -                | 0,1               |
| –                      | Team Todenhöfer  | -                | 0,3               |
| –                      | Volt             | -                | 0,3               |
| Peter Kunick           | Einzelbewerber   | 0,0              | -                 |
| Wilfried Wiesenthal    | Einzelbewerber   | 0,2              | -                 |
| Johann Hönig           | Einzelbewerber   | 0,4              | -                 |

Der direkt gewählte Abgeordnete Falko Mohrs legte zum 7. November 2022 sein Bundestagsmandat nieder, um sein Amt als niedersächsischer Minister für Wissenschaft und Kultur im Kabinett Weil III anzutreten. Der Wahlkreis wird aber weiterhin vom über die Landesliste in den Bundestag eingezogenen Abgeordneten Frank Bsirske (Grüne) vertreten.

### Bundestagswahl 2017
Für die Bundestagswahl am 24. September 2017 wurden 18 Landeslisten zugelassen.
Daneben traten zehn Direktkandidaten an.
| Direktkandidat       | Partei           | Erststimmen in % | Zweitstimmen in % |
| -------------------- | ---------------- | ---------------- | ----------------- |
| Günter Lach          | CDU              | 34,9 %           | 34,6 %            |
| Falko Mohrs          | SPD              | 38,0 %           | 30,0 %            |
| Volker Möll          | GRÜNE            | 4,5 %            | 5,9 %             |
| Pia-Beate Zimmermann | Die Linke        | 6,0 %            | 6,7 %             |
| Kristin Krumm        | FDP              | 5,7 %            | 8,1 %             |
| Thomas Schlick       | AfD              | 10,2 %           | 10,9 %            |
| –                    | PIRATEN          | –                | 0,4 %             |
| –                    | NPD              | –                | 0,5 %             |
| –                    | Tierschutzpartei | –                | 1,0 %             |
| –                    | FREIE WÄHLER     | –                | 0,3 %             |
| Gerhard Pfisterer    | MLPD             | 0,1 %            | 0,1 %             |
| –                    | BGE              | –                | 0,1 %             |
| –                    | DiB              | –                | 0,1 %             |
| –                    | DKP              | –                | 0,0 %             |
| –                    | DM               | –                | 0,2 %             |
| –                    | ÖDP              | –                | 0,1 %             |
| –                    | Die Partei       | –                | 0,9 %             |
| –                    | V-Partei         | –                | 0,1 %             |
| Günter Hönig         | Einzelbewerber   | 0,5 %            | –                 |

### Bundestagswahl 2013
Mit dem zwanzigsten Gesetz zur Änderung des Bundeswahlgesetzes vom 12. April 2012 wurden einige Wahlkreise neu geordnet. Der Wahlkreis Helmstedt – Wolfsburg erhielt die Wahlkreisnummer 51. Zur Wahl am 22. September wurden 14 Landeslisten zugelassen. Daneben hat der Kreiswahlausschuss zehn Direktkandidaten zugelassen.
| Direktkandidat       | Partei           | Erststimmen in % | Zweitstimmen in % |
| -------------------- | ---------------- | ---------------- | ----------------- |
| Günter Lach          | CDU              | 44,7 %           | 41,1 %            |
| Achim Barchmann      | SPD              | 38,7 %           | 34,8 %            |
| Verony Reichelt      | FDP              | 1,4 %            | 3,6 %             |
| Volker Möll          | GRÜNE            | 5,1 %            | 6,8 %             |
| Pia-Beate Zimmermann | DIE LINKE.       | 4,4 %            | 4,9 %             |
| Jürgen Stemke        | PIRATEN          | 2,3 %            | 1,9 %             |
| Friedrich Preuß      | NPD              | 2,0 %            | 1,4 %             |
| –                    | Tierschutzpartei | –                | 0,9 %             |
| –                    | MLPD             | –                | 0,0 %             |
| –                    | AfD              | –                | 3,7 %             |
| –                    | pro Deutschland  | –                | 0,1 %             |
| –                    | REP              | –                | 0,0 %             |
| Gabriele Chartier    | FREIE WÄHLER     | 0,8 %            | 0,5 %             |
| Detleff Karstens     | PBC              | 0,3 %            | 0,2 %             |
| Günter Hönig         | Einzelbewerber   | 0,4 %            | –                 |

### Bundestagswahl 2009
2009 hatte der Wahlkreis Helmstedt – Wolfsburg die Wahlkreis-Nr. 52.
| Direktkandidat   | Partei     | Erststimmen | Zweitstimmen |
| ---------------- | ---------- | ----------- | ------------ |
| Achim Barchmann  | SPD        | 34,6 %      | 31,8 %       |
| Günter Lach      | CDU        | 39,4 %      | 34,0 %       |
| Torsten Koch     | GRÜNE      | 8,0 %       | 8,8 %        |
| Michael Heitchen | FDP        | 6,4 %       | 10,6 %       |
| Dorothée Menzner | Die Linke. | 7,7 %       | 8,5 %        |
| Sonstige         | Sonstige   | 3,9 %       | 6,5 %        |

### Bundestagswahl 2005
| Direktkandidat        | Partei     | Erststimmen | Zweitstimmen |
| --------------------- | ---------- | ----------- | ------------ |
| Hans-Jürgen Uhl       | SPD        | 49,5 %      | 46,7 %       |
| Angelika Jahns        | CDU        | 37,3 %      | 31,9 %       |
| Petra Schmieta-Lüdtke | GRÜNE      | 3,7 %       | 5,7 %        |
| Marco Meiners         | FDP        | 3,2 %       | 7,8 %        |
| Jürgen Lerchner       | Die Linke. | 3,9 %       | 4,5 %        |
| Sonstige              | Sonstige   | 1,0 %       | 3,4 %        |

Hans-Jürgen Uhl, der Gewinner des Direktmandats, schied am 1. Juni 2007 aus dem Deutschen Bundestag aus.